# Velázquez (Uruguay)
Velázquez es un pueblo uruguayo del departamento de Rocha.

## Ubicación
La localidad se encuentra situada en la zona centro-oeste del departamento de Rocha, al oeste del arroyo India Muerta y sobre la ruta 15 en su empalme con la ruta 13.

## Historia
La localidad fue fundada por Luciano Velázquez y nació a partir de una posta de diligencias, llamada Paloma de India Muerta, donde se realizaba el cambio de caballos de las diligencias. Los primeros habitantes comenzaron a afincarse en los alrededores en el año 1910 y los primeros pobladores de la localidad llegaron en 1912, mientras que la primera escuela fue fundada hacia 1916.
La fecha oficial para la fundación es el 20 de mayo de 1911 que es la que corresponde con la finalización del proceso de fraccionamiento de los campos donde se ubicó la localidad.
La localidad fue elevada a la categoría de pueblo por ley 7019 del 28 de octubre de 1919 y a la categoría de villa por ley 11965 del 1° de julio de 1953.
La zona se destaca históricamente por dos batallas que sucedieron en los alrededores de la localidad y ambas son conocidas como «Batallas de India Muerta». La primera de ellas ocurrió el 16 de noviembre de 1816 y enfrentó a tropas artiguistas lideradas por Fructuoso Rivera contra tropas portuguesas en el marco de la invasión luso-brasileña de ese mismo año.
La segunda tuvo lugar el 27 de marzo de 1845 en el contexto de la Guerra Grande. Rivera también lideró uno de los bandos, el de los colorados y unitarios contra los blancos y federales de Justo José de Urquiza. En ambas batallas fueron derrotadas las tropas bajo el mando de Rivera.
En el año 2005 la villa fue declarada por resolución municipal como Capital Histórica Departamental.

## Población
Según el censo del año 2011 la localidad contaba con una población de 1022 habitantes.
| 1014          | 1054 | 1031 | 1018 | 1084 | 1022 |
| (Fuente: INE) |      |      |      |      |      |

## Lugares de interés
En la localidad se destaca su plaza la cual está rodeada por la Capilla María Auxiliadora, el Liceo y la Escuela. También cerca de allí se encuentra la única casa que permanece en pie desde los inicios de la localidad, la que perteneciera a Don Amalio Graña y data de 1915. Otro lugar de interés es el «Pozo del Estado», que aún se conserva y es la fuente de donde los primeros pobladores obtenían el agua para su consumo. Se destaca además la principal avenida, la cual está delineada por centenares de palmeras, las que fueron ubicadas por el propio fundador de la localidad.
Pocos kilómetros al norte por la ruta 15 se encuentra la represa de India Muerta cuyo embalse permite la práctica de diferentes actividades así como la posibilidad de acampar junto a sus orillas.